# Joseph Dépierre

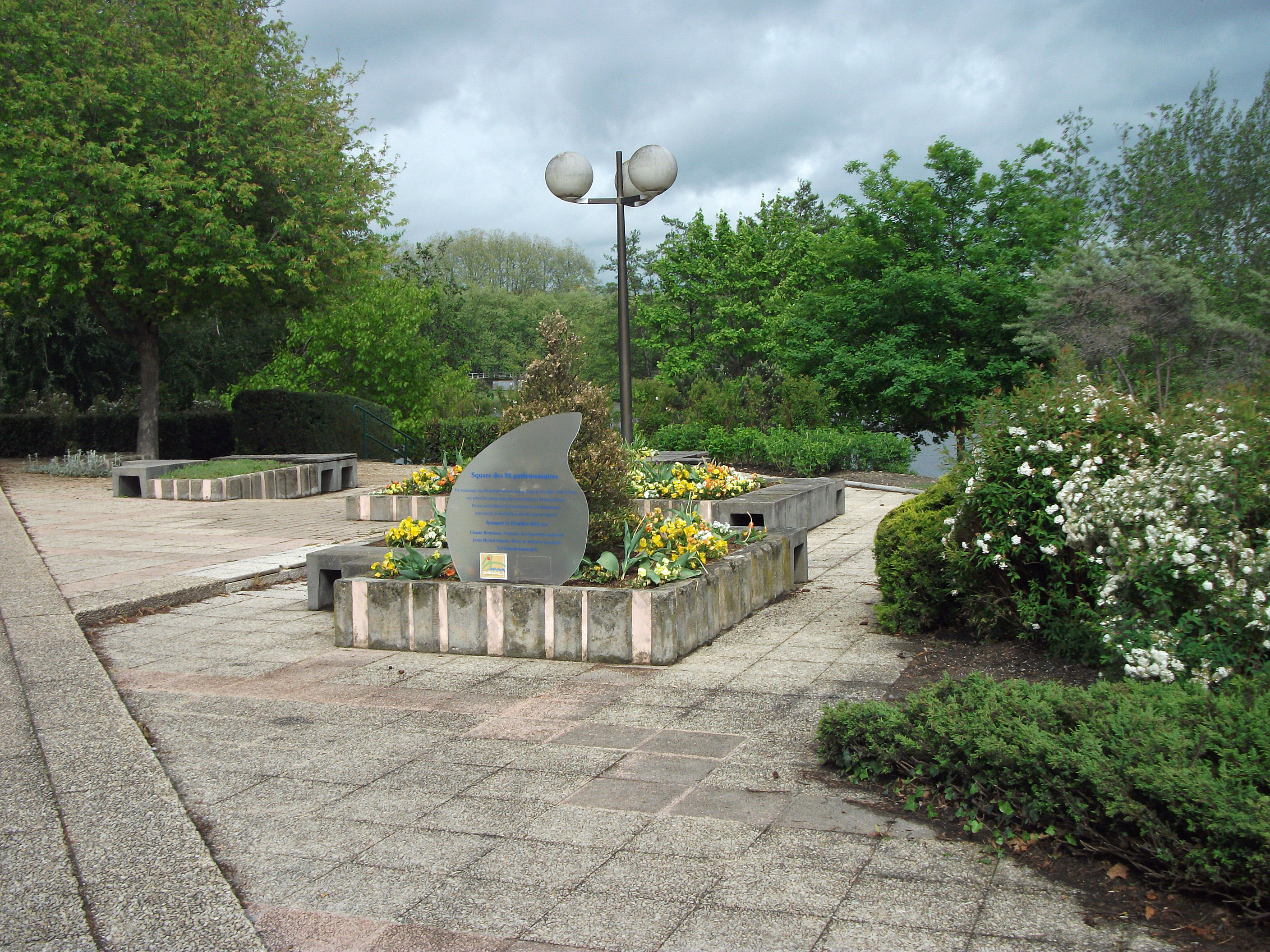
Bellerive-sur-Allier – Square des 80 Parlementaires 2014

Joseph Dépierre (* 15. März 1888 in La Gresle; † 27. März 1961 in Thizy-les-Bourgs) war ein französischer Politiker. Er verweigerte am 10. Juli 1940 dem Vichy-Regime seine Zustimmung.

## Leben
Joseph Dépierre war Textilarbeiter in Bourg-de-Thizy (das später in Thizy-les-Bourgs aufging) und trat der sozialistischen SFIO bei. Am 18. Juli 1930 wurde er bei einer Nachwahl zum Bezirksrat gewählt. 1935 wurde er nacheinander zum Generalrat des Kantons Thizy, zum Bürgermeister seiner Gemeinde Bourg-de-Thizy und schließlich zum Senator des Départements Rhône gewählt.
Am 10. Juli 1940 gehörte er zu den achtzig Parlamentariern („les quatre-vingts“), die gegen die diktatorischen Vollmachten für Philippe Pétain stimmten. Er wurde vom Vichy-Regime aller seiner Mandate enthoben und kehrte nach der Befreiung in die Lokalpolitik zurück, indem er von 1945 bis 1949 erneut das Mandat des Generalrats und von 1947 bis 1959 das des Bürgermeisters bekleidete.